# Деманжвель
Деманжве́ль (фр. Demangevelle) — коммуна во Франции, находится в регионе Франш-Конте. Департамент — Верхняя Сона. Входит в состав кантона Жюсе. Округ коммуны — Везуль.
Код INSEE коммуны — 70202.

## География
Коммуна расположена приблизительно в 300 км к востоку от Парижа, в 80 км севернее Безансона, в 35 км к северу от Везуля.
По территории коммуны протекает река Коне.

## Население
Население коммуны на 2010 год составляло 159 человек.
| 1962 | 1968 | 1975 | 1982 | 1990 | 1999 | 2010 |
| ---- | ---- | ---- | ---- | ---- | ---- | ---- |
| 752  | 630  | 564  | 515  | 423  | 356  | 335  |

## Экономика
В 2010 году среди 215 человек трудоспособного возраста (15—64 лет) 140 были экономически активными, 75 — неактивными (показатель активности — 65,1 %, в 1999 году было 71,1 %). Из 140 активных жителей работали 112 человек (68 мужчин и 44 женщины), безработных было 28 (13 мужчин и 15 женщин). Среди 75 неактивных 16 человек были учениками или студентами, 39 — пенсионерами, 20 были неактивными по другим причинам.